# Synemosyna
Genre
Synonymes
- Simonella Peckham & Peckham, 1885

Synemosyna est un genre d'araignées aranéomorphes de la famille des Salticidae.

## Distribution
Les espèces de ce genre se rencontrent en Amérique.

## Liste des espèces
Selon World Spider Catalog (version 22.0, 22/05/2021) :
- Synemosyna americana (Peckham & Peckham, 1885)
- Synemosyna ankeli Cutler & Müller, 1991
- Synemosyna aschnae Makhan, 2006
- Synemosyna aurantiaca (Mello-Leitão, 1917)
- Synemosyna decipiens (O. Pickard-Cambridge, 1896)
- Synemosyna formica Hentz, 1846
- Synemosyna hentzi Peckham & Peckham, 1892
- Synemosyna invemar Cutler & Müller, 1991
- Synemosyna maddisoni Cutler, 1985
- Synemosyna myrmeciaeformis (Taczanowski, 1871)
- Synemosyna nicaraguaensis Cutler, 1993
- Synemosyna paraensis Galiano, 1967
- Synemosyna petrunkevitchi (Chapin, 1922)
- Synemosyna scutata (Mello-Leitão, 1943)
- Synemosyna smithi Peckham & Peckham, 1894
- Synemosyna taperae (Mello-Leitão, 1933)
- Synemosyna ubicki Cutler, 1988

## Publication originale
- Hentz, 1846 : « Descriptions and figures of the araneides of the United States. » Boston journal of natural history, vol. 5, p. 352-370 (texte intégral).